# Haki Stërmilli
Haki Stërmilli (ur. 17 maja 1895 w Dibrze, zm. 17 stycznia 1953 w Tiranie) – albański pisarz i działacz narodowy.

## Życiorys
Pochodził z rodziny albańskiej, osiadłej w Macedonii. Kształcił się w tureckim gimnazjum w Bitoli, ale musiał przerwać naukę po wybuchu I wojny bałkańskiej. W tym czasie rozpoczął działalność w albańskim ruchu narodowym. Prześladowany przez władze serbskie wyjechał z Macedonii i osiedlił się wraz z rodziną w Albanii. W okresie I wojny światowej pełnił funkcje urzędnika w podprefekturze Mati.
W 1920 objął stanowisko sekretarza w ministerstwie spraw wewnętrznych. W latach 1923–1924 kierował tajnym sekretariatem działającym przy urzędzie premiera Albanii. Po śmierci Avni Rustemiego w 1924 został wybrany sekretarzem młodzieżowej organizacji Bashkimi (Zjednoczenie). Jako zwolennik rządu Fana Noliego, po jego upadku Stermilli opuścił kraj i wyjechał do Królestwa Serbów, Chorwatów i Słoweńców. Tam też został aresztowany i przekazany władzom albańskim. W sierpniu 1929 stanął przed sądem w Tiranie, który skazał go na pięć lat więzienia za działalność antypaństwową. 28 listopada 1933 został uwolniony w wyniku amnestii i otworzył sklep z lampami elektrycznymi.
W czasie okupacji włoskiej uciekł z więzienia i związał się z ruchem oporu. Pełnił funkcję przewodniczącego Antyfaszystowskiego Frontu Narodowowyzwoleńczego w Dibrze. Po zakończeniu wojny od 1950 zasiadał jako deputowany w parlamencie albańskim. W latach 1946–1949 pełnił funkcję dyrektora Biblioteki Narodowej, a następnie dyrektora Muzeum Wojny Narodowowyzwoleńczej.
Pierwsze utwory pisał w początkach lat 20. XX w. W jego dorobku znalazły się opowiadania, powieści, a także dramaty. W swoich dramatach poruszał problem walki ludności albańskiej przeciwko Serbom w okręgu Dibry (np. Dashuni e besnikri – Miłość patrioty). Najbardziej znanym jego dziełem była powieść Sikur të isha djalë (Kiedy byłem małym chłopcem). Był to jeden z pierwszych w literaturze albańskiej tekstów dotykających problemu funkcjonowania kobiet w rodzinie patriarchalnej. Osobne miejsce w jego twórczości zajmowały dzienniki, pisane w czasie pobytu w więzieniu, a także w czasie działalności w ruchu oporu. Powieść Kalorësi i Skënderbeut (Jeźdźcy Skanderbega) wydano już po śmierci pisarza, w roku 1968.
Imię Stërmilliego noszą ulice w Tiranie, Kamzie i w Kuçovë.

## Dzieła
- 1923: Dibranja e mjerueshme (Nieszczęśliwa Dibranka) – dramat
- 1923: Dashuni e besnikri (Miłość patrioty)
- 1935: Burgu (Więzienie)
- 1936: Sikur t’isha djalë (Kiedy byłem małym chłopcem)
- 1950: Trashëgimtarët tanë (Nasi spadkobiercy)
- 1966: Shtigjeve të lirisë (Ścieżki wolności)
- 1968: Kalorësi i Skënderbeut (Jeźdźcy Skanderbega)